# Zirconium(IV)-hydroxid
Zirconium(IV)-hydroxid ist eine anorganische chemische Verbindung des Zirconiums aus der Gruppe der Hydroxide.

## Gewinnung und Darstellung
Zirconium(IV)-hydroxid kann durch Reaktion von sauren Zirconiumsalzlösungen mit Ammoniak gewonnen werden.

## Eigenschaften
Zirconium(IV)-hydroxid ist ein weißer gallertartiger Feststoff, der praktisch unlöslich in Wasser ist. Das bei Ammoniakzugabe zu Zirkoniumsalzen zunächst ausfallende Tetrahydroxid-Hydrat stellt strukturell ein Zr4(OH)8(OH)8(H2O)8 dar. Durch Alterung geht es in ZrO(OH)2•aq, durch Erhitzen in ZrO2 über. Laut Literatur existiert kein echtes Tetrahydroxid, sondern es stellt ein ZrO2 x H2O dar, dessen Wassergehalt wechselt.

## Verwendung
Zirconium(IV)-hydroxid kann zur Herstellung von Friedel-Crafts-Katalysatoren verwendet werden. Es ist auch ein wichtiges Zwischenprodukt zur Herstellung von Zirconium.